# L-655,708
Il L-655,708 è uno psicofarmaco appartenente alla categoria delle imidazopirrolobenzodiazepine; è un farmaco nootropico inventato nel 1996 da un team che lavora per Merck, Sharp e Dohme, ed è stato il primo composto sviluppato che agisce come agonista inverso selettivo dal sottotipo α1 al sottotipo α5 del recettore GABA A.
Una forma radiomarcata di L-655.708 è stata utilizzata per mappare la distribuzione del sottotipo GABA A α5 nel cervello, ed è risultato essere presente prevalentemente nell'ippocampo, un'area del cervello coinvolta nell'apprendimento e nella memoria. Si pensa che l'attivazione di questo sottotipo sia in gran parte responsabile della produzione degli effetti collaterali cognitivi mostrati da molti farmaci benzodiazepinici e non, come l'amnesia e le difficoltà di apprendimento e memoria, e questo ha portato i ricercatori a concludere che un farmaco che agisce come un agonista inverso a questo sottotipo dovrebbe avere l'effetto opposto e migliorare l'apprendimento e la memoria.
È stato infatti riscontrato che L-655.708 produce prestazioni cognitive migliorate sugli animali, senza produrre l'effetto collaterale delle convulsioni che è prodotto da agonisti inversi non selettivi come il DMCM. Tuttavia è risultato essere ansiogeno a dosi che hanno migliorato la cognizione, molto probabilmente a causa dei suoi effetti agonisti inversi su altri sottotipi come α2 e α3, rendendo improbabile che questo farmaco sia adatto all'uso come un nootropico nell'uomo. Tuttavia, L-655.708 può trovare impiego in clinica per combattere la disfunzione cognitiva postoperatoriapoiché la somministrazione di dosi sub-nootropiche di L-655.708 ha impedito il deterioramento persistente della memoria nei topi anestetizzati con isoflurano.
Uno studio del 2015 ha rilevato che L-655.708 e un altro modulatore allosterico negativo selettivo del recettore GABA A contenente α5, l'MRK-016, hanno prodotto effetti antidepressivi rapidi simili alla ketamina in modelli animali di depressione.